# AMosaic
AMosaic是1993年停止開發的Amiga版本Mosaic網頁瀏覽器。AMosaic以NCSA的Mosaic為基礎，但並非由伊利諾大學或NCSA所授權。它由石溪大學的Michael Fischer、加州大學柏克萊分校的Michael Meyer和卡內基美隆大學的Michael Witbrock開發。第一個版本於1993年12月25日向大眾發布，最後一個版本是2.0版本。
AMosaic被刊登在“Amiga World”雜誌1995年3月號的封面故事中。